# 1998 en Ontario
Chronologie de l'Ontario
- 1994
- 1995
- 1996
- 1997
- 1998
- 1999
- 2000
- 2001
- 2002

Cette page concerne des événements d'actualité qui se sont produits durant l'année 1998 dans la province canadienne de l'Ontario.

## Politique
- Premier ministre : Mike Harris du parti progressiste-conservateur de l'Ontario.
- Chef de l'Opposition :
- Lieutenant-gouverneur :
- Législature : 36e

## Événements
- 4 au 10 janvier : verglas massif de 1998 en Ontario, Québec et Nouveau-Brunswick.

## Naissances
- 12 juillet : Shai Gilgeous-Alexander, joueur de basket-ball.
- 8 août : Shawn Mendes, chanteur.

## Décès
- John Hayes (en), pilote de courses attelées et entraîneur (° 1917).
- 1er janvier : Arthur Gelber (en), philanthrope (° 22 juin 1915).
- 23 janvier : Donald Davis (en), acteur (° 26 février 1928).
- 28 janvier : Eddie Sargent (en), député provincial de Grey-Bruce (1963-1987) (° 11 avril 1915).
- 20 février : Bob McBride (en), chanteur (° 17 novembre 1946).
- 18 mars : E. B. (Ted) Jolliffe, chef du Nouveau Parti démocratique de l'Ontario.
- 3 avril : Elmer Iseler (en), chef de chœur et éditeur chorale (° 14 octobre 1927).
- 25 avril : Stanley Bréhaut Ryerson, historien et militant politique (° 12 mars 1911).
- 27 avril : John Bassett, homme d'affaires et éditeur (° 25 août 1915).
- 6 mai à Toronto : Basil Zarov, né en  1913 à Victoria, photographe canadien.
- 28 mai : Phil Hartman, acteur, humoriste et scénariste (°  24 septembre 1948).
- 27 juin : Joyce Wieland, peintre et réalisateur (° 30 juin 1931).
- 16 juillet : Lucien Lamoureux, député fédéral de Stormont (1962-1968) et Stormont—Dundas (1968-1974) et président de la Chambre des communes du Canada (1966-1974) (° 3 août 1920).
- 9 décembre : Shaughnessy Cohen (en), député fédéral de Windsor—Tecumseh (1994-1998) (° 11 février 1948).
- 24 décembre : Syl Apps, joueur de hockey sur glace (° 18 janvier 1915).